# Vesa Vasara
Vesa Vasara, född den 16 augusti 1976, är en finsk före detta fotbollsspelare som spelade för Tipsligan-lagen HJK Helsingfors, FF Jaro och FC Honka samt för Kalmar FF i Allsvenskan säsongen 2002. Han spelade totalt 12 landskamper för det finländska fotbollslandslaget och gjorde två mål. 
Vasara utsågs som månadens tränare i juni 2018 medan han ledde Veikkausliiga-laget FC Honka.